# Heikki Haavisto
Heikki Johannes Haavisto (ur. 20 sierpnia 1935 w Raisio, zm. 22 lipca 2022 tamże) – fiński agronom i polityk, minister spraw zagranicznych w latach 1993–1995.

## Życiorys
Ukończył studia z zakresu nauk rolniczych i prawa. Zawodowo związany głównie z MTK, fińską federacją producentów rolnych i leśnych. Był jej sekretarzem generalnym (od 1966) i dyrektorem wykonawczym (od 1967), w latach 1976–1994 zajmował stanowisko prezesa tej organizacji.
Zaangażował się w działalność polityczną w ramach Partii Centrum. Wchodził w skład rady swojej rodzinnej miejscowości. Od 5 maja 1993 do 3 lutego 1995 sprawował urząd ministra spraw zagranicznych w rządzie, którym kierował Esko Aho. Ustąpił z tej funkcji z przyczyn zdrowotnych.